# Semachrysa cruciata
Semachrysa cruciata är en insektsart som först beskrevs av Peter Esben-Petersen 1928. 
Semachrysa cruciata ingår i släktet Semachrysa och familjen guldögonsländor. Inga underarter finns listade i Catalogue of Life.